# 藤末さくら
藤末 さくら（ふじすえ さくら、2月28日 - ）は、日本の漫画家。愛知県出身、在住。

## 略歴
- 高校1年生の時『ぶ〜け』（集英社）でデビュー。その後、受験などを経て『別冊マーガレット』（同）に掲載された「こんなscene」で再デビューを果たす。
- 普通自動二輪(中型)免許を取得した体験を「どこまで行けるかな？」(講談社)で描いている。その後、大型自動二輪免許も取得している。
- 2018年 - 『BE・LOVE』（講談社）2018年10号より「オオカミの住処」を、『グランドジャンプ』（集英社）2020年1月号より「青春お父さん」を連載している。
- 2022年 - 9月9日、家業を継ぐべく漫画家業を無期休業することを発表した[2][3][4][5][6]。

## 作品リスト
特記のない限り、出版社は集英社とする。

### 読み切り
- B級天国
- 恋愛工房
- 青春の○と×
- Jumping High（『ザ マーガレット』1994年4月号）
- あがりっぱなしRomance（『別マスペシャル』1995年春の増刊）
- どうしようもないくらい（『デラックスマーガレット』1995年11月号）
- 記憶（『別マスペシャル』1996年春の増刊）
- PERFECT BABY（『デラックスマーガレット』1996年3月号）
- LOVE&HONEY（『別マスペシャル』1996年夏の増刊）
- 女の子だけが泣く（『デラックスマーガレット』1996年11月号）
- 絶対安全ロマンス
- 夢をみるだけでいい
- 純愛路線
- 純情回路（『CUTiE Comic』〈宝島社〉1998年11月号）
- 純情回路#2（『CUTiE Comic』1999年2月号）
- 不誠実レーザーガン（『Vanilla』〈講談社〉2002年8月号）
- 傍らにきみ（『Cookie』2002年10月号）
- センチメンタル ゴールド（『Cookie』2002年12月号）
- 初恋日記（『Vanilla』2003年2月号）
- 好き好き（『Cookie』2003年9月号）
- 密室（『ヤングジャンプ漫革』2004年38号）-初の少年誌掲載
- かげふみ（『Cookie Fresh』2006年第1号）
- プレゼント（『マリカ』〈扶桑社〉2008年6月号）
- あの星（『マリカ』2008年7月号）
- 五丁目の夢屋敷（『BE・LOVE』〈講談社〉2009年10号）
- さみしがりやらら（『Cookie』2010年1月号）
- 五丁目のおんなのこ（『BE・LOVE』2010年1号）
- 脚色アリ（『月刊ヤングジャンプ』2010年4月号）
- 星の散歩（『BE・LOVE』2011年2号）
- 二番目の群集（『ジャンプ改』2011年6号）
- きみが会いに来てよ（『Cookie』2015年3月号）
- 明日から思春期（『Cookie』2017年7月号、続編2018年7月号）
- 雨は虹の向こう（『BE・LOVE』2017年）
- 黄昏の至福（『エレガンスイブ』〈秋田書店〉2020年1月号)

### 連載
- ガーリーハイパーズ
- 無条件幸福
- 3Dマテリアル
- 天使の回廊
- サカサマの反省（『Zipper comic』〈祥伝社〉2001年vol.2, vol.3）
- ハニーハイテンション（『Zipper comic』2001年10☆11月号 - 2002年6☆7月号）
- あのコと一緒（『Cookie』2003年11月号 - 2009年11月号、全56話）
  - あのコと一緒 番外編（『Cookie Fresh』2007年）
- ピンクベビー ブルーボーイ（『junie』〈扶桑社〉2004年10月号 - 2005年5月号）
- プライベート タイムズ（『Cookie』2010年4月号 - 2011年10月号、全15話）
- どこまで行けるかな? LET'S GET A MOTERCYCLE LICENSE!（『BE・LOVE』2011年3号 - 2012年2号、全21回）
- 春夏秋冬Days（『BE・LOVE』2012年8号 - 2014年11号）
- いまにほ（『Cookie』2013年5月号 - 連載中）
- さんかく屋根街アパート（『BE・LOVE』2015年9号 - 2016年22号）
- オオカミの住処（『BE・LOVE』2018年10号 - 2020年7月号）
- 青春お父さん（『グランドジャンプむちゃ』2020年1月号[7]　-　連載中）

### 単行本
集英社・マーガレットコミックス
- 恋愛工房（1995年6月、ISBN 4-08-848364-2）
- あがりっぱなしRomance（1996年11月、ISBN 4-08-848581-5）
- 女の子だけが泣く（1997年8月、ISBN 4-08-848699-4）
- 青春の○と×（1998年10月、ISBN 4-08-848877-6）
- B級天国（2000年1月、ISBN 4-08-847176-8）
- いまにほ（2014年 - 2015年　全2巻）

宝島社・ワンダーランドコミックス
- 3Dマテリアル（1999年12月、ISBN 4-7966-1662-4）
- ガーリーハイパーズ（全2巻）
  1. 2000年9月、ISBN 4-7966-1929-1
  2. 2001年1月、ISBN 4-7966-2062-1

集英社・りぼんマスコットコミックス Cookie
- 絶対安全ロマンス（2001年5月、ISBN 4-08-856288-7）
- 夢をみるだけでいい（2001年11月、ISBN 4-08-856331-X）
- 純愛路線（2002年8月、ISBN 4-08-856399-9）
- あのコと一緒（2004年 - 2009年、全13巻）
- Pink 初期読みきり集1（2008年6月、ISBN 978-4-08-856822-5）
  - 「あがりっぱなしロマンス」「どうしようもないくらい」「女の子だけが泣く」「LOVE&HONEY」収録

- Blue 初期読みきり集2（2008年6月、ISBN 978-4-08-856823-2）
  - 「Jumping High」「記憶」「PERFECT BABY」収録

- プライベート タイムズ（2011年、全3巻）

祥伝社・FEELコミックス
- 無条件幸福（2002年8月、ISBN 4-396-76283-6）
- 天使の回廊 / 3Dマテリアル（2007年9月、ISBN 978-4-396-76415-9）
- ガーリーハイパーズ（全2巻・新装版）
  1. 2007年10月、ISBN 978-4-396-76418-0
  2. 2007年10月、ISBN 978-4-396-76419-7

- ハニーハイテンション（2008年1月、ISBN 978-4-396-76424-1）

講談社
- 星の散歩（2011年3月、BE LOVE KC ISBN 978-4-06-380311-2）
- どこまで行けるかな? LET'S GET A MOTERCYCLE LICENSE!（2012年、ワイドKC、ISBN 978-4-06-337757-6）
- 春夏秋冬Days（2012年 - 2014年、BE LOVE KC、全5巻）
- さんかく屋根街アパート（2015年 - 2017年、BE LOVE KC、全4巻）
- オオカミの住処（2018年 - 2020年、全3巻）

その他
- 続・ご出産!（2000年8月、飛鳥新社、ISBN 978-4-7771-5023-6、「母になる日がくるなんて…」収録） - 南Q太・宇仁田ゆみ他との共著
  - 新・ご出産!（2008年2月、ゴマ文庫、ISBN 978-4-7771-5033-5） - おかざき真里・青木光恵他との共著

- 青春お父さん（2020年 - 、集英社、ヤングジャンプコミックス、既刊2巻）